# 伟大搬运者
伟大搬运者（英語：Mega Movers）是一个历史频道制作的电视节目，于2006年4月18日开播。